# Metodika konzerviranja restauriranja
Metodika konzerviranja restauriranja slijed je sustavno osmišljenih postupaka koji se koriste pri donošenju odluka u suvremenoj konzervaciji restauraciji. Danas se u svijetu najčešće rabi sustav koji je razvila američka konzervatorica restauratorica Barbara Appelbaum. Za razliku od većine dosadašnjih pogleda na ovu problematiku, ona je prva razradila jedinstven metodički pristup konzervaciji kulturnih dobara, neovisno o tehnici ili materijalu. Velika se pažnja unutar spomenutog sustava posvećuje istinski interdisciplinarnom odnosno multidisciplinarnom pristupu donošenju odluka o konzerviranju restauriranju objekata kulturne baštine.
Kao izdvojena disciplina metodika konzerviranja restauriranja kod nas se predaje samo na studiju konzervacije restauracije Sveučilišta u Dubrovniku.

## Sustav

### Karakterizacija objekta
Ovaj korak uključuje kako po objekt specifične informacije tako i one neposredno za objekt nevezane, te podrazumijeva i materijalne i nematerijalne aspekte.
|                                           | Materijalni aspekti | Nematerijalni aspekti |  |
| ----------------------------------------- | --- | --- |  |
| Po objekt specifične informacije          | Informacije : Zapaženi fenomeni te njihova interpretacija,identifikacija materijala te strukture Izvor: Objekt Strategija : Fizički pregled,testovi,nedestruktivna ispitivanja Kvadrant 1                                                 | Informacije : Povijest objekta,trenutačna vrijednost,budućnost objekta Izvor : Kustos,vlasnik ,druge osobe Strategija : Intervju,konzultiranje institucionalne dokumentacije Kvadrant 3                                                   |  |
| Specifične informacije nevezane za objekt | Informacije : Metode izrade,osobine materijala,studije propadanja Izvor : Povijest tehnologije,znanost o materijalima,prethodno znanje o sličnim objektima Strategija : Konzultiranje konzervatorsko restauratorske literature Kvadrant 2 | Informacije : Podaci o srodnim objektima,povijest umjetnosti,opće kulturološke informacije Izvor : Srodne profesije,prethodno znanje konzervatora restauratora Strategija : Pregled literature,konzultiranje srodnih profesija Kvadrant 4 |  |

Karakterizacijska rešetka po B. Appelbaum, informacije neophodne za kvalitetnu karakterizaciju objekta.

### Rekonstrukcija povijesti objekta
U svrhu donošenja utemeljenih i kvalitetnih odluka o konzervatorsko restauratorskom zahvatu na objektu neophodno je steći što potpuniju sliku o povijesti objekta, u smislu određenja kako stvaraoca tako i vremena u kojem je djelo nastalo. Važna je i sudbina djela u smislu funkcije koju je objekt imao, gdje je tijekom svoje povijesti bio smješten te u kojim okolišnim uvjetima.

### Određivanje najboljeg stanja objekta
Najbolje stanje obavezno se određuje u suradnji s kustosom nadležnim za objekt. U ovo određenje mogu zavisno o vrsti objekta biti uključeni i drugi stručnjaci.
Kao najbolje stanje može se smatrati stanje koje je kustos nadležan za objekt odredio kao najpoželjnije. Ono ne predstavlja tek kustosovo ili konzervatorovo viđenje kako bi predmet trebao izgledati nego je ono u principu jedno od aktualnih povijesnih stanja.

### Odluka o realnom cilju poduzetih postupaka
Realni cilj zahvata mora biti vezan uz jedno od idealnih stanja objekta. Ova se odluka također donosi u suradnji s kustosom odnosno vlasnikom objekta.

### Odabir postupaka i materijala koje će se koristiti
Svi postupci koji će se koristiti moraju biti lako uklonjivi s predmeta te izvedeni materijalima koji spadaju u A-klasu po Felleru, znači materijali koji će ostati stabilni barem 100 godina.
No u određenim slučajevima mogu se koristiti i materijali B klase, odnosno materijali koji će biti stabilni od 20 do 100 godina, dakako isključivo ako je uporaba istih zaista opravdana i neophodna.

### Priprema dokumentacije koja prethodi zahvatu
Ova dokumentacija uključuje kako ponudu za zahvat tako i svu istoj pripadajaću dokumentaciju, znači fotodokumentaciju vezanu uz trenutačno stanje predmeta, te eventualno bilo fotografsko bilo crtano mapiranje oštećenja. Ovamo spadaju i procijene stanja predmeta te prijedlog zahvata koji će se izvesti.

### Izvedba zahvata
Zahvat mora biti izveden u skladu s najvišim standardima struke.

### Izrada završne dokumentacije
Završna dokumentacija mora u sebi imati navedene sve postupke i materijale koji su korišteni u izvedbi zahvata na objektu, te mora uključivati i preporuku za daljnje održavanje objekta.

## Vanjske poveznice
http://ceroart.revues.org/445 Conservation Treatment and the Custodian/Conservator Relationship